# V.Premier League 2013-2014 (maschile)
La V.Premier League 2013-2014, 47ª edizione della massima serie del campionato giapponese maschile di pallavolo, si è svolta dal 7 dicembre 2013 al 13 aprile 2014: al torneo hanno partecipato 8 squadre di club giapponesi e la vittoria finale è andata per la quinta volta ai Panasonic Panthers.

## Regolamento

### Formula
La formula ha previsto:
- Regular season, che prevede quattro round-robin, per un totale di ventotto incontri per squadra: le prime quattro classificate hanno avuto accesso ai play-off scudetto e le ultime due classificate hanno avuto accesso al Challenge match.
- Play-off scudetto, disputati con:
  - Semifinale, che prevede un round-robin; le prime due classificate hanno avuto accesso alla finale scudetto, la terza e la quarta classificata hanno avuto accesso alla finale per il terzo posto.
  - Finale scudetto, giocata in gara unica.
  - Finale per il terzo posto, giocata in gara unica.
- Challenge Match, che prevede incontri di andata e ritorno tra la nona e la decima classificata di V.Premier League e le prime due classificate di V.Challenge League, abbinate con il metodo della serpentina.

### Criteri di classifica
L'ordine del posizionamento in classifica è stato definito in base a:
- Ratio delle partite vinte/perse;
- Ratio dei set vinti/persi;
- Ratio dei punti realizzati/subiti.

## Squadre Partecipanti
Al campionato di V.Premier League 2013-2014 partecipano 8 squadre di club giapponesi, tra le quali i neopromossi JTEKT Stings.
| Club               | Stagione | Città     | Impianto                        | Stagione precedente      |
| ------------------ | -------- | --------- | ------------------------------- | ------------------------ |
| FC Tokyo           | dettagli | Tokyo     | Tokyo Gas Gymnasium             | 7ª in V.Premier League   |
| JTEKT Stings       | dettagli | Kariya    | Kariya City Gymnasium           | 1ª in V.Challenge League |
| JT Thunders        | dettagli | Hiroshima | Nekoda Memorial Gymnasium       | 6ª in V.Premier League   |
| Panasonic Panthers | dettagli | Hirakata  | Panasonic Arena                 | 2ª in V.Premier League   |
| Sakai Blazers      | dettagli | Sakai     | Kanaoka Park Gymnasium          | Campioni del Giappone    |
| Suntory Sunbirds   | dettagli | Minō      | Suntory Training Center         | 4ª in V.Premier League   |
| Toray Arrows       | dettagli | Mishima   | Mishima Citizen Gymnasium       | 3ª in V.Premier League   |
| Toyoda Trefuerza   | dettagli | Inazawa   | Toyoda Gosei Memorial Gymnasium | 5ª in V.Premier League   |

## Torneo

### Regular season

#### Risultati
| Primo girone |                                       |     |                                   |
|              |                                       |     |                                   |
| 07-12        | Sakai Blazers - Toray Arrows          | 1-3 | 20-25, 19-25, 25-15, 23-25        |
| 07-12        | Panasonic Panthers - Toyoda Trefuerza | 1-3 | 25-19, 23-25, 20-25, 25-27        |
| 07-12        | Suntory Sunbirds - FC Tokyo           | 3-1 | 26-24, 25-20, 24-26, 25-22        |
| 07-12        | JT Thunders - JTEKT Stings            | 3-1 | 18-25, 25-19, 25-21, 25-22        |
| 08-12        | Sakai Blazers - Toyoda Trefuerza      | 3-1 | 25-19, 25-15, 20-25, 25-22        |
| 08-12        | Panasonic Panthers - Toray Arrows     | 3-1 | 26-24, 22-25, 25-21, 25-22        |
| 08-12        | Suntory Sunbirds - JTEKT Stings       | 3-2 | 25-17, 25-19, 17-25, 21-25, 15-12 |
| 08-12        | JT Thunders - FC Tokyo                | 3-2 | 23-25, 26-24, 21-25, 25-23, 15-9  |
| 21-12        | Panasonic Panthers - Suntory Sunbirds | 3-0 | 25-17, 25-20, 25-20               |
| 21-12        | Toray Arrows - JTEKT Stings           | 3-1 | 25-23, 25-18, 22-25, 25-21        |
| 21-12        | Sakai Blazers - JT Thunders           | 2-3 | 28-26, 15-25, 14-25, 29-27, 9-15  |
| 21-12        | Toyoda Trefuerza - FC Tokyo           | 2-3 | 25-19, 25-19, 22-25, 20-25, 12-15 |
| 22-12        | Panasonic Panthers - JTEKT Stings     | 3-0 | 25-22, 25-21, 25-23               |
| 22-12        | Toray Arrows - Suntory Sunbirds       | 3-1 | 26-28, 25-21, 25-17, 25-20        |
| 22-12        | Sakai Blazers - FC Tokyo              | 3-1 | 25-21, 20-25, 25-22, 25-19        |
| 22-12        | Toyoda Trefuerza - JT Thunders        | 3-0 | 25-23, 25-17, 25-21               |
| 11-01        | Toyoda Trefuerza - JTEKT Stings       | 3-2 | 28-26, 25-21, 22-25, 22-25, 15-12 |
| 11-01        | Toray Arrows - FC Tokyo               | 3-1 | 25-21, 21-25, 25-17, 25-20        |
| 11-01        | Sakai Blazers - Suntory Sunbirds      | 3-1 | 22-25, 25-21, 25-13, 25-19        |
| 11-01        | JT Thunders - Panasonic Panthers      | 3-2 | 30-28, 26-28, 25-23, 25-27, 16-14 |
| 12-01        | Toyoda Trefuerza - Toray Arrows       | 3-1 | 25-21, 27-25, 22-25, 25-23        |
| 12-01        | FC Tokyo - JTEKT Stings               | 2-3 | 24-26, 23-25, 28-26, 25-22, 14-16 |
| 12-01        | Sakai Blazers - Panasonic Panthers    | 3-2 | 25-23, 17-25, 29-27, 21-25, 15-12 |
| 12-01        | JT Thunders - Suntory Sunbirds        | 3-2 | 19-25, 25-20, 25-18, 27-29, 15-12 |
| 18-01        | Panasonic Panthers - FC Tokyo         | 3-0 | 29-27, 25-19, 27-25               |
| 18-01        | Suntory Sunbirds - Toyoda Trefuerza   | 0-3 | 23-25, 22-25, 22-25               |
| 18-01        | Sakai Blazers - JTEKT Stings          | 3-1 | 25-16, 25-20, 20-25, 25-20        |
| 18-01        | Toray Arrows - JT Thunders            | 1-3 | 25-19, 28-30, 23-25, 22-25        |

| Secondo girone |                                       |     |                                   |
|                |                                       |     |                                   |
| 19-01          | Toyoda Trefuerza - FC Tokyo           | 3-1 | 25-11, 25-22, 13-25, 25-20        |
| 19-01          | Suntory Sunbirds - Panasonic Panthers | 2-3 | 25-23, 27-25, 21-25, 20-25, 11-15 |
| 19-01          | Sakai Blazers - JT Thunders           | 3-0 | 25-20, 25-22, 25-22               |
| 19-01          | Toray Arrows - JTEKT Stings           | 3-1 | 25-23, 25-15, 28-30, 25-18        |
| 25-01          | FC Tokyo - JT Thunders                | 0-3 | 21-25, 24-26, 21-25               |
| 25-01          | Panasonic Panthers - Toray Arrows     | 3-1 | 25-19, 25-21, 14-25, 25-21        |
| 25-01          | Suntory Sunbirds - JTEKT Stings       | 3-1 | 25-22, 24-26, 25-19, 25-22        |
| 25-01          | Sakai Blazers - Toyoda Trefuerza      | 0-3 | 21-25, 18-25, 20-25               |
| 26-01          | FC Tokyo - Toray Arrows               | 2-3 | 23-25, 19-25, 25-21, 25-23, 13-15 |
| 26-01          | Panasonic Panthers - JT Thunders      | 3-0 | 25-22, 25-23, 25-21               |
| 26-01          | Toyoda Trefuerza - JTEKT Stings       | 3-1 | 25-22, 25-22, 24-26, 25-17        |
| 26-01          | Sakai Blazers - Suntory Sunbirds      | 3-1 | 24-26, 25-17, 25-21, 25-20        |
| 01-02          | Suntory Sunbirds - Toray Arrows       | 3-2 | 25-15, 25-21, 21-25, 29-31, 15-9  |
| 01-02          | Sakai Blazers - FC Tokyo              | 3-1 | 23-25, 25-18, 25-17, 25-14        |
| 01-02          | Toyoda Trefuerza - JT Thunders        | 3-1 | 25-21, 25-17, 21-25, 25-14        |
| 01-02          | Panasonic Panthers - JTEKT Stings     | 3-2 | 23-25, 15-25, 25-17, 25-19, 15-8  |
| 02-02          | Sakai Blazers - Toray Arrows          | 3-2 | 18-25, 22-25, 25-23, 25-21, 15-11 |
| 02-02          | Suntory Sunbirds - FC Tokyo           | 3-2 | 26-24, 25-22, 20-25, 22-25, 15-13 |
| 02-02          | JT Thunders - JTEKT Stings            | 3-1 | 25-15, 20-25, 25-16, 27-25        |
| 02-02          | Panasonic Panthers - Toyoda Trefuerza | 3-0 | 25-22, 25-20, 25-23               |
| 08-02          | Toyoda Trefuerza - Toray Arrows       | 0-3 | 23-25, 21-25, 20-25               |
| 08-02          | Suntory Sunbirds - JT Thunders        | 1-3 | 29-27, 17-25, 18-25, 19-25        |
| 08-02          | FC Tokyo - JTEKT Stings               | 1-3 | 15-25, 19-25, 25-22, 20-25        |
| 08-02          | Panasonic Panthers - Sakai Blazers    | 3-0 | 25-16, 25-20, 25-22               |
| 09-02          | Toyoda Trefuerza - Suntory Sunbirds   | 1-3 | 25-20, 24-26, 21-25, 20-25        |
| 09-02          | Toray Arrows - JT Thunders            | 2-3 | 25-23, 25-17, 16-25, 22-25, 12-15 |
| 09-02          | Sakai Blazers - JTEKT Stings          | 3-0 | 26-24, 25-19, 25-20               |
| 09-02          | Panasonic Panthers - FC Tokyo         | 3-0 | 25-16, 25-21, 25-19               |

| Terzo girone |                                       |     |                                   |
|              |                                       |     |                                   |
| 15-02        | Toyoda Trefuerza - JT Thunders        | 1-3 | 25-22, 23-25, 22-25, 21-25        |
| 15-02        | Toray Arrows - JTEKT Stings           | 3-0 | 25-22, 25-22, 25-21               |
| 15-02        | Sakai Blazers - Suntory Sunbirds      | 3-0 | 25-18, 25-15, 25-20               |
| 15-02        | Panasonic Panthers - FC Tokyo         | 1-3 | 25-20, 20-25, 15-25, 20-25        |
| 16-02        | Toyoda Trefuerza - JTEKT Stings       | 3-0 | 25-20, 25-14, 25-18               |
| 16-02        | Toray Arrows - JT Thunders            | 3-2 | 21-25, 25-22, 25-23, 17-25, 15-15 |
| 16-02        | Sakai Blazers - FC Tokyo              | 0-3 | 19-25, 23-25, 22-25               |
| 16-02        | Panasonic Panthers - Suntory Sunbirds | 3-0 | 25-21, 25-23, 25-18               |
| 22-02        | Panasonic Panthers - JT Thunders      | 0-3 | 23-25, 24-26, 17-25               |
| 22-02        | JTEKT Stings - Sakai Blazers          | 3-1 | 25-23, 23-25, 25-21, 25-22        |
| 22-02        | Suntory Sunbirds - Toray Arrows       | 2-3 | 26-24, 23-25, 21-25, 25-20, 12-15 |
| 22-02        | Toyoda Trefuerza - FC Tokyo           | 3-1 | 23-25, 27-25, 25-19, 25-18        |
| 23-02        | Sakai Blazers - Panasonic Panthers    | 1-3 | 25-27, 29-27, 18-25, 19-25        |
| 23-02        | JTEKT Stings - JT Thunders            | 1-3 | 17-25, 25-22, 20-25, 19-25        |
| 23-02        | Toray Arrows - Toyoda Trefuerza       | 2-3 | 25-19, 22-25, 25-19, 16-25, 13-15 |
| 23-02        | Suntory Sunbirds - FC Tokyo           | 3-1 | 25-22, 25-23, 24-26, 25-20        |
| 01-03        | Suntory Sunbirds - JT Thunders        | 3-1 | 24-26, 25-23, 25-23, 26-24        |
| 01-03        | Panasonic Panthers - Toray Arrows     | 3-0 | 25-16, 25-19, 25-18               |
| 01-03        | FC Tokyo - JTEKT Stings               | 0-3 | 22-25, 20-25, 18-25               |
| 01-03        | Sakai Blazers - Toyoda Trefuerza      | 3-2 | 25-22, 25-16, 20-25, 30-32, 15-12 |
| 02-03        | Panasonic Panthers - JTEKT Stings     | 3-0 | 25-19, 25-13, 25-17               |
| 02-03        | Sakai Blazers - JT Thunders           | 3-2 | 25-22, 19-25, 18-25, 25-23, 15-6  |
| 02-03        | Suntory Sunbirds - Toyoda Trefuerza   | 3-1 | 26-24, 25-19, 19-25, 25-22        |
| 02-03        | Toray Arrows - FC Tokyo               | 3-2 | 25-18, 21-25, 22-25, 25-17, 15-9  |
| 08-03        | Toyoda Trefuerza - Panasonic Panthers | 3-0 | 25-20, 25-18, 25-20               |
| 08-03        | Suntory Sunbirds - JTEKT Stings       | 3-2 | 21-25, 25-15, 17-25, 27-25, 15-12 |
| 08-03        | Sakai Blazers - Toray Arrows          | 3-2 | 19-25, 25-21, 19-25, 25-22, 16-14 |
| 08-03        | JT Thunders - FC Tokyo                | 3-0 | 25-19, 25-21, 25-17               |

| Quarto girone |                                       |     |                                   |
|               |                                       |     |                                   |
| 09-03         | Toyoda Trefuerza - Suntory Sunbirds   | 0-3 | 23-25, 21-25, 26-28               |
| 09-03         | Panasonic Panthers - JTEKT Stings     | 3-1 | 25-22, 25-19, 23-25, 25-17        |
| 09-03         | Toray Arrows - FC Tokyo               | 1-3 | 23-25, 22-25, 25-19, 20-25        |
| 09-03         | JT Thunders - Sakai Blazers           | 3-1 | 25-18, 25-19, 20-25, 28-26        |
| 15-03         | FC Tokyo - JT Thunders                | 3-0 | 25-23, 25-17, 25-21               |
| 15-03         | Panasonic Panthers - Toyoda Trefuerza | 3-0 | 25-23, 33-31, 25-15               |
| 15-03         | Suntory Sunbirds - JTEKT Stings       | 2-3 | 21-25, 25-22, 22-25, 25-19, 9-15  |
| 15-03         | Sakai Blazers - Toray Arrows          | 3-1 | 25-20, 25-16, 21-25, 25-23        |
| 16-03         | FC Tokyo - Panasonic Panthers         | 3-2 | 25-16, 10-25, 13-25, 25-21, 16-14 |
| 16-03         | Toyoda Trefuerza - JT Thunders        | 2-3 | 21-25, 25-22, 25-22, 21-25, 12-15 |
| 16-03         | Toray Arrows - JTEKT Stings           | 3-0 | 26-24, 25-20, 25-18               |
| 16-03         | Sakai Blazers - Suntory Sunbirds      | 3-2 | 27-25, 22-25, 31-29, 23-25, 15-12 |
| 22-03         | JT Thunders - JTEKT Stings            | 3-0 | 25-20, 25-18, 25-18               |
| 22-03         | Suntory Sunbirds - FC Tokyo           | 1-3 | 23-25, 25-22, 24-26, 14-25        |
| 22-03         | Sakai Blazers - Panasonic Panthers    | 2-3 | 25-18, 20-25, 19-25, 25-20, 13-15 |
| 22-03         | Toray Arrows - Toyoda Trefuerza       | 3-0 | 29-27, 25-20, 25-15               |
| 23-03         | FC Tokyo - JTEKT Stings               | 0-3 | 19-25, 16-25, 21-25               |
| 23-03         | Suntory Sunbirds - JT Thunders        | 0-3 | 24-26, 20-25, 26-28               |
| 23-03         | Sakai Blazers - Toyoda Trefuerza      | 3-2 | 25-22, 25-21, 17-25, 24-26, 15-8  |
| 23-03         | Toray Arrows - Panasonic Panthers     | 1-3 | 22-25, 22-25, 25-21, 21-25        |
| 29-03         | Toray Arrows - JT Thunders            | 3-2 | 22-25, 22-25, 25-20, 26-24, 15-11 |
| 29-03         | Panasonic Panthers - Suntory Sunbirds | 3-2 | 25-19, 25-22, 28-30, 21-25, 15-13 |
| 29-03         | Sakai Blazers - FC Tokyo              | 3-0 | 25-22, 25-20, 25-18               |
| 29-03         | Toyoda Trefuerza - JTEKT Stings       | 3-0 | 25-20, 25-14, 25-21               |
| 30-03         | Toray Arrows - Suntory Sunbirds       | 3-0 | 25-22, 25-20, 25-18               |
| 30-03         | Panasonic Panthers - JT Thunders      | 3-1 | 22-25, 26-24, 25-17, 25-18        |
| 30-03         | Sakai Blazers - JTEKT Stings          | 3-0 | 25-19, 29-27, 27-25               |
| 30-03         | Toyoda Trefuerza - FC Tokyo           | 3-2 | 19-25, 14-25, 29-27, 25-18, 15-10 |

#### Classifica
| Pos. | Squadra            | Ratio | G  | V  | P  | SV | SP | Ratio | PF    | PS    | Ratio |
| ---- | ------------------ | ----- | -- | -- | -- | -- | -- | ----- | ----- | ----- | ----- |
| 1.   | Panasonic Panthers | 0,750 | 28 | 21 | 7  | 71 | 35 | 2,030 | 2 483 | 2 267 | 1,100 |
| 2.   | Sakai Blazers      | 0,680 | 28 | 19 | 9  | 65 | 48 | 1,350 | 2 549 | 2 466 | 1,030 |
| 3.   | JT Thunders        | 0,640 | 28 | 18 | 10 | 63 | 49 | 1,290 | 2 560 | 2 459 | 1,040 |
| 4.   | Toyoda Trefuerza   | 0,540 | 28 | 15 | 13 | 62 | 54 | 1,150 | 2 607 | 2 536 | 1,030 |
| 5.   | Toray Arrows       | 0,540 | 28 | 15 | 13 | 57 | 51 | 1,120 | 2 443 | 2 390 | 1,020 |
| 6.   | Suntory Sunbirds   | 0,390 | 28 | 11 | 17 | 50 | 65 | 0,770 | 2 526 | 2 650 | 0,950 |
| 7.   | FC Tokyo           | 0,250 | 28 | 7  | 21 | 41 | 70 | 0,590 | 2 359 | 2 543 | 0,930 |
| 8.   | JTEKT Stings       | 0,210 | 28 | 6  | 22 | 35 | 72 | 0,490 | 2 270 | 2 486 | 0,910 |

      Qualificate ai play-off scudetto
      Al Challenge Match.

### Play-off scudetto

#### Semifinale

##### Risultati
| Gara 1 |                                   |     |                                  |
|        |                                   |     |                                  |
| 04-04  | Panasonic Panthers - Toray Arrows | 3-2 | 20-25, 25-19, 25-15, 20-25, 15-9 |
| 04-04  | JT Thunders - Sakai Blazers       | 3-2 | 26-24, 16-25, 20-25, 25-23, 15-8 |

| Gara 2 |                                    |     |                     |
|        |                                    |     |                     |
| 05-04  | Panasonic Panthers - Sakai Blazers | 3-0 | 25-22, 25-23, 25-20 |
| 05-04  | JT Thunders - Toray Arrows         | 3-0 | 25-18, 25-18, 25-21 |

| \| Gara 3 \| \| \| \| \| \| \| \| \| \| 06-04 \| JT Thunders - Panasonic Panthers \| 3-2 \| 17-25, 25-22, 25-21, 19-25, 15-11 \| \| 06-04 \| Sakai Blazers - Toray Arrows \| 3-1 \| 25-21, 17-25, 27-25, 25-18 \| |                                  |     |                                   |
| Gara 3 |                                  |     |                                   |
| |                                  |     |                                   |
| 06-04 | JT Thunders - Panasonic Panthers | 3-2 | 17-25, 25-22, 25-21, 19-25, 15-11 |
| 06-04 | Sakai Blazers - Toray Arrows     | 3-1 | 25-21, 17-25, 27-25, 25-18        |

##### Classifica
| Pos. | Squadra            | Ratio | G | V | P | SV | SP | Ratio | PF  | PS  | Ratio |
| ---- | ------------------ | ----- | - | - | - | -- | -- | ----- | --- | --- | ----- |
| 1.   | JT Thunders        | 1,000 | 3 | 3 | 0 | 9  | 4  | 2,250 | 278 | 266 | 1,050 |
| 2.   | Panasonic Panthers | 0,670 | 3 | 2 | 1 | 8  | 5  | 1,600 | 284 | 259 | 1,100 |
| 3.   | Sakai Blazers      | 0,330 | 3 | 1 | 2 | 5  | 7  | 0,710 | 264 | 266 | 0,990 |
| 4.   | Toray Arrows       | 0,000 | 3 | 0 | 3 | 3  | 9  | 0,330 | 239 | 274 | 0,870 |

      Qualificate alla finale play-off scudetto
      Qualificate alla finale per il terzo posto

#### Finale scudetto
|  | Finale scudetto |                    |   |  |
|  |                 |                    |   |  |
|  | 1               | JT Thunders        | 2 |  |
|  | 2               | Panasonic Panthers | 3 |  |

| Finale scudetto |                                  |     |                                   |
|                 |                                  |     |                                   |
| 13-04           | JT Thunders - Panasonic Panthers | 2-3 | 21-25, 25-13, 16-25, 25-19, 10-15 |

#### Finale 3º posto
|  | Finale 3º posto |               |   |  |
|  |                 |               |   |  |
|  | 3               | Sakai Blazers | 3 |  |
|  | 4               | Toray Arrows  | 2 |  |

| Finale 3º posto |                              |     |                                   |
|                 |                              |     |                                   |
| 13-04           | Sakai Blazers - Toray Arrows | 3-2 | 25-17, 25-20, 25-27, 17-25, 15-13 |

### Challenge match
|  | Finale |                   |   |   |   |  |
|  |        |                   |   |   |   |  |
|  | 7      | FC Tokyo          | 3 | 3 | 6 |  |
|  | 2CL    | Oita Weisse Adler | 0 | 0 | 0 |  |

|  | Finale |                     |   |   |   |  |
|  |        |                     |   |   |   |  |
|  | 8      | JTEKT Stings        | 3 | 3 | 6 |  |
|  | 1CL    | Tokyo Fort Fighters | 0 | 0 | 0 |  |

| Gara 1 |                                    |     |                     |
|        |                                    |     |                     |
| 05-04  | JTEKT Stings - Tokyo Fort Fighters | 3-0 | 25-20, 25-18, 25-16 |
| 05-04  | FC Tokyo - Oita Weisse Adler       | 3-0 | 25-19, 25-17, 25-20 |

| Gara 2 |                                    |     |                     |
|        |                                    |     |                     |
| 06-04  | JTEKT Stings - Tokyo Fort Fighters | 3-0 | 25-18, 25-17, 25-19 |
| 06-04  | FC Tokyo - Oita Weisse Adler       | 3-0 | 25-18, 25-23, 26-24 |

## Classifica finale
| Pos                 | Squadra            | Qualificazione                    |
| ------------------- | ------------------ | --------------------------------- |
| Giappone (bandiera) | Panasonic Panthers | Campionato asiatico per club 2015 |
| 2                   | JT Thunders        |                                   |
| 3                   | Sakai Blazers      |                                   |
| 4                   | Toray Arrows       |                                   |
| 5                   | Toyoda Trefuerza   |                                   |
| 6                   | Suntory Sunbirds   |                                   |
| 7                   | FC Tokyo           |                                   |
| 8                   | JTEKT Stings       |                                   |

## Premi individuali
| Premio                     | Nome                | Squadra            |
| -------------------------- | ------------------- | ------------------ |
| MVP                        | Kunihiro Shimizu    | Panasonic Panthers |
| Miglior allenatore         | Masashi Nanbu       | Panasonic Panthers |
| Miglior spirito combattivo | Yū Koshikawa        | JT Thunders        |
| Miglior realizzatore       | Milan Pepić         | Sakai Blazers      |
| Miglior attaccante         | Kunihiro Shimizu    | Panasonic Panthers |
| Miglior muro               | Takaaki Tomimatsu   | Toray Arrows       |
| Miglior servizio           | Yū Koshikawa        | JT Thunders        |
| Miglior ricevitore         | Koichiro Koga       | Toyoda Trefuerza   |
| Miglior difesa             | Daisuke Sakai       | JT Thunders        |
| Miglior libero             | Koichiro Koga       | Toyoda Trefuerza   |
| Miglior esordiente         | Hideomi Fukatsu     | Panasonic Panthers |
| Sestetto ideale            | Kunihiro Shimizu    | Panasonic Panthers |
| Sestetto ideale            | Kenji Shirasawa     | Panasonic Panthers |
| Sestetto ideale            | Hideomi Fukatsu     | Panasonic Panthers |
| Sestetto ideale            | Yū Koshikawa        | Suntory Sunbirds   |
| Sestetto ideale            | Milan Pepić         | Sakai Blazers      |
| Sestetto ideale            | Takaaki Tomimatsu   | Toray Arrows       |
| Premio alla carriera       | Yōichi Katō         | Tsukuba SunGAIA    |
| Premio alla carriera       | Junichi Hamaguchi   | Tokyo Verdy        |
| Premio d'onore             | Takeshi Kitajima    | Sakai Blazers      |
| Premio d'onore             | Yoshihiko Matsumoto | Sakai Blazers      |
| Premio d'onore             | Daisuke Sakai       | JT Thunders        |
| Premio d'onore             | Yusuke Matsuta      | Panasonic Panthers |
| Premio nuovo eroe          | Satoshi Tsuiki      | Toray Arrows       |
| Miglior GM                 | Junichi Kuriuzawa   | JT Thunders        |

## Statistiche
| Rendimento individuale | Rendimento individuale | Rendimento individuale | Rendimento individuale |
| Pos.                   | Nome                   | Punti                  | Squadra                |
| ---------------------- | ---------------------- | ---------------------- | ---------------------- |
| 1                      | Milan Pepić            | 755                    | Sakai Blazers          |
| 2                      | Igor Omrčen            | 728                    | JT Thunders            |
| 3                      | Yū Koshikawa           | 610                    | JT Thunders            |
| 4                      | Miroslav Gradinarov    | 557                    | FC Tokyo               |
| 5                      | Kunihiro Shimizu       | 546                    | Panasonic Panthers     |
| 5                      | Leonardo Mello         | 546                    | Toyoda Trefuerza       |
| 7                      | Tatsuya Fukuzawa       | 541                    | Panasonic Panthers     |
| 8                      | Dejan Bojović          | 532                    | Toray Arrows           |
| 9                      | Takuya Takamatsu       | 502                    | Toyoda Trefuerza       |
| 10                     | Dante do Amaral        | 424                    | Panasonic Panthers     |

| Attacchi vincenti | Attacchi vincenti   | Attacchi vincenti | Attacchi vincenti  |
| Pos.              | Nome                | Punti             | Squadra            |
| ----------------- | ------------------- | ----------------- | ------------------ |
| 1                 | Milan Pepić         | 636               | Sakai Blazers      |
| 2                 | Igor Omrčen         | 630               | JT Thunders        |
| 3                 | Yū Koshikawa        | 496               | JT Thunders        |
| 4                 | Miroslav Gradinarov | 491               | FC Tokyo           |
| 5                 | Leonardo Mello      | 476               | Toyoda Trefuerza   |
| 6                 | Tatsuya Fukuzawa    | 472               | Panasonic Panthers |
| 7                 | Kunihiro Shimizu    | 467               | Panasonic Panthers |
| 8                 | Dejan Bojović       | 463               | Toray Arrows       |
| 9                 | Takuya Takamatsu    | 443               | Toyoda Trefuerza   |
| 10                | Yūta Yoneyama       | 363               | Toray Arrows       |

| Muri vincenti | Muri vincenti       | Muri vincenti | Muri vincenti      |
| Pos.          | Nome                | Punti         | Squadra            |
| ------------- | ------------------- | ------------- | ------------------ |
| 1             | Takaaki Tomimatsu   | 98            | Toray Arrows       |
| 2             | Kenji Shirasawa     | 88            | Panasonic Panthers |
| 3             | Kota Yamamura       | 70            | Suntory Sunbirds   |
| 4             | Yūsuke Ishijima     | 69            | Sakai Blazers      |
| 5             | Milan Pepić         | 65            | Sakai Blazers      |
| 6             | Yoshihiko Matsumoto | 64            | Sakai Blazers      |
| 7             | Hirotaka Kon        | 57            | Toyoda Trefuerza   |
| 8             | Hitoshi Machino     | 55            | JT Thunders        |
| 9             | Ayumu Shinoda       | 54            | Toray Arrows       |
| 10            | Shogo Toimoto       | 53            | JT Thunders        |

| Battute vincenti | Battute vincenti    | Battute vincenti | Battute vincenti   |
| Pos.             | Nome                | Punti            | Squadra            |
| ---------------- | ------------------- | ---------------- | ------------------ |
| 1                | Yū Koshikawa        | 63               | JT Thunders        |
| 2                | Milan Pepić         | 54               | Sakai Blazers      |
| 3                | Igor Omrčen         | 50               | JT Thunders        |
| 4                | Kazuto Takahashi    | 46               | JTEKT Stings       |
| 5                | Takuya Takamatsu    | 37               | Toyoda Trefuerza   |
| 6                | Kunihiro Shimizu    | 31               | Panasonic Panthers |
| 7                | Miroslav Gradinarov | 27               | FC Tokyo           |
| 8                | Dejan Bojović       | 24               | Toray Arrows       |
| 8                | Kazuki Maeda        | 24               | FC Tokyo           |
| 10               | Shinichi Seino      | 22               | JTEKT Stings       |